# Leagros-Gruppe

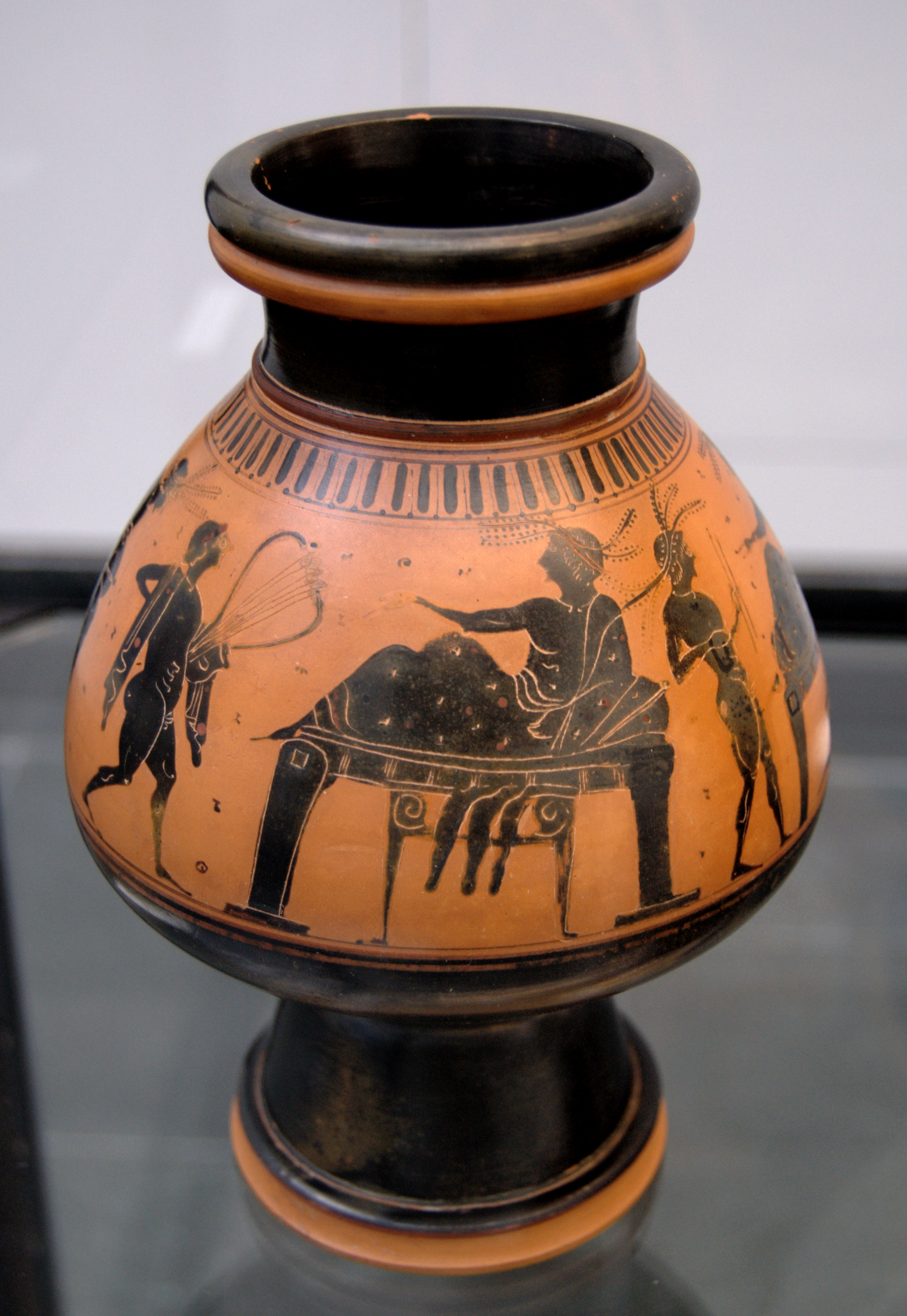
Symposionszene auf einem Psykter, um 510 v. Chr.

Die Leagros-Gruppe ist eine mit einem Notnamen benannte Gruppe attisch-schwarzfiguriger Vasenmaler. Die Werke werden in die letzten 20 Jahre des 6. Jahrhunderts v. Chr. datiert.
Die Leagros-Gruppe ist die letzte bedeutende Gruppe attischer Vasenmaler des schwarzfigurigen Stils, die großformatige Bilder auf Vasen zeigt. Ihre Bedeutung ist so groß, dass man ihre Schaffensperiode auch als „Leagros-Zeit“ bezeichnet. Der Gruppe werden etwa 400 Vasen, vor allem Hydrien und Halsamphoren zugewiesen, die etwa die Hälfte der der Gruppe zugewiesenen Vasen umfassen. Zudem werden andere Amphora-Formen, Kratere, Lekythen und in kleineren Mengen auch weitere Formen bemalt. Ihren Notnamen bekam die Gruppe aufgrund eines auf fünf der Gruppe zugeordneten Vasen aufgebrachten Kalos-Namen Leagros.

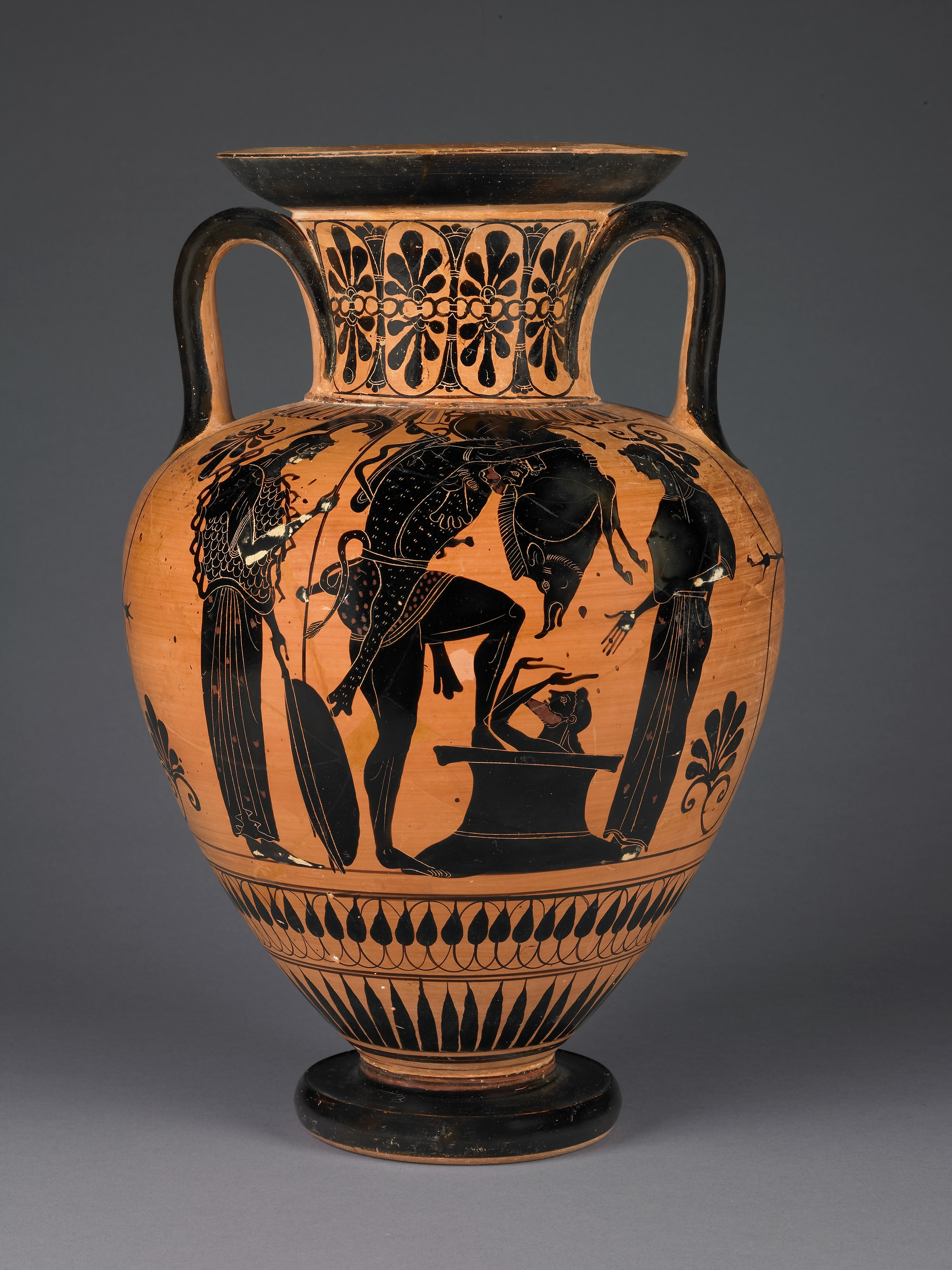
Herakles bringt den Erymanthischen Eber zu Eurystheus, der sich in einem großen Verratsgefäß im Boden versteckt, um 510 v. Chr.

Hydrien der Gruppe ähneln denen des Antimenes-Malers, doch zeigen sie häufig stärker ausschwingende Lippen und flachere aber breitere Schultern. An die Stelle der früheren Tierfries-Predellen und der mit Efeublättern geschmückten Rahmenleisten treten nun Palmetten mit breiten und getrennten Blättern. Sie sind in gerundeten Schleifen oder Schlingen angeordnet. Damit zeigen sie ein Muster, das bis dahin nur selten auf schwarzfigurigen Vasen gezeigt wurde und das vor allem in der zur in der Zeit der Leagros-Gruppe entstehenden rotfigurigen Vasenmalerei besonders beliebt sein sollte. Manchmal übernehmen Vertreter der Gruppe weißgrundige Hälse für ihre Amphoren, was erneut auf den Antimenes-Maler zurückgeht. Auch die Verzierungen der Halsamphoren entsprechen dessen Verzierungsschemen, allerdings sind die pflanzlichen Ornamente, die die Hälse zieren besser ausgearbeitet und die Lotusblüten erinnern eher an Selleriestauden.
Die Figurenbilder zeigen noch einmal die Kraft und Komplexität des schwarzfigurigen Stils. Es werden verwickelte Figurenszenen geboten und sich überschneidende Figuren gezeigt. Die Ritzungen sind kraftvoll und klar, die Darstellung anatomischer Details bleiben maßvoll. Deckfarben werden nur zurückhaltend verwendet. Gewandfalten und Gewandmuster werden nur manchmal und dann auch nur mäßig ausgeprägt gezeigt. Damit zeigen die Maler der Gruppe, was der schwarzfigurige Stil leisten kann. Doch zur selben Zeit zeigen die Künstler der Pioniergruppe, was der neue Stil leisten kann. Sie schwelgen nahezu in anatomischen- und Bekleidungs-Details. In der Leagros-Gruppe schafft man es mit den beschränkteren Mitteln des alten Stils, einige der Neuerungen in praktikabler Form zu übernehmen. Wenn Muskeln oder Gewandfalten gezeigt werden, dann in stark reduzierter Weise. Auffällig sind auch die kleinen Augen der Figuren. Besonders profitieren sie von der neuen Technik bei perspektivischen und raumgreifenden Darstellungen, die jedoch weiterhin seltener bleiben. Die Figuren zeigen alle einen heroisierenden Körperbau und Gesichtsausdruck. Sie wirken vor allem im Vergleich mit den Figuren des Antimenes-Malers recht stämmig. Die Gruppe verschwendet keinen Raum, die Bildfelder sind immer gut gefüllt und wirken nur aufgrund des zeichnerischen Könnens der Maler nicht überladen. Die Bildkompositionen sind meist stimmig und spannungsgeladen. Manchmal können Details aus den eigentlichen Bildfeldern herausragen.

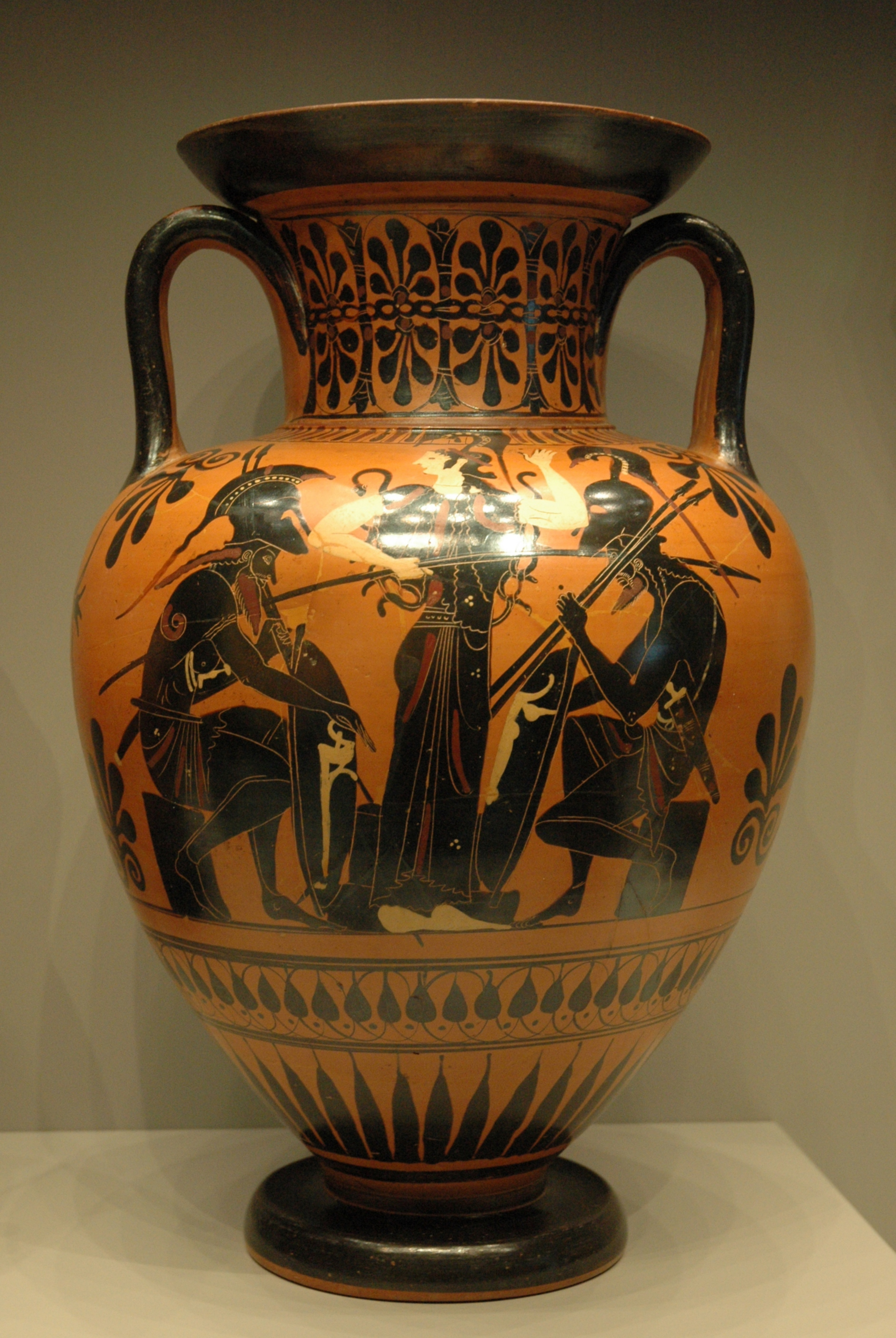
Achilleus und Ajax beim Brettspiel, Halsamphora, um 510 v. Chr.

Innerhalb der Gruppe konnten mehrere weitere Untergruppen und einzelne Maler identifiziert werden, was allerdings nicht immer leicht ist, da sich die Stile der einzelnen Vertreter sehr ähneln. Am bedeutendsten sind hier der Acheloos-Maler und der Chiusi-Maler. Besonders gern zeigt die Gruppe mythologische Themen, hier sind wiederum Darstellungen aus dem Trojanischen Krieg und der Abenteuer des Herakles besonders bevorzugt. So werden mehrfach Achilleus und Ajax beim Brettspiel gezeigt. Manche Bildthemen werden erstmals durch Maler der Leagros-Gruppe aufgegriffen, andere von der Gruppe in neuer Weise gezeigt und interpretiert. Zur selben Zeit passiert Ähnliches auch im rotfigurigen Stil, doch sind beide Entwicklungen wohl voneinander losgelöst zu betrachten, wenngleich Beeinflussungen untereinander nicht auszuschließen sind. Eine Werkstattverbindung zu den Pionieren ist möglich, so verwenden doch beispielsweise auch Euphronios, Phintias und Euthymides der Kalos-Namen Leagros. Insgesamt ist die Verbindung und der Einfluss der beiden Gruppen unter- und aufeinander in der Forschung umstritten. John Boardman sieht sie etwa eher nebeneinander existieren, Heide Mommsen sieht starke Wechselwirkungen.